# 希望 (劉虹翎EP)
《希望公益EP》是台灣女歌手劉虹翎的第二張錄音室專輯，也是首張為公益團體發聲與親自創作的公益單曲，於2011年5月20日全省上市。

## 曲目
1. 希望
2. GO
3. 希望(鋼琴版本)
4. 希望(KALA)
5. GO(KALA)

## MV
1. 首波主打《希望 （页面存档备份，存于）》